# Xiphiagrion
Xiphiagrion är ett släkte av trollsländor. Xiphiagrion ingår i familjen dammflicksländor.
Kladogram enligt Catalogue of Life:
| Xiphiagrion | \| \| Xiphiagrion cyanomelas \| \| \| \| \| \| Xiphiagrion truncatum \| \| \| \| |
|             | \| \| Xiphiagrion cyanomelas \| \| \| \| \| \| Xiphiagrion truncatum \| \| \| \| |
|             | Xiphiagrion cyanomelas                                                           |
|             |                                                                                  |
|             | Xiphiagrion truncatum                                                            |
|             |                                                                                  |